# غوردون بلفور
غوردون بلفور هو مجدف كندي، ولد في 25 ديسمبر 1882 في تورونتو في كندا، وتوفي بنفس المكان في 31 يوليو 1949.

## وصلات خارجية
- غوردون بلفور على موقع الاتحاد الدولي للتجديف (الإنجليزية)
- غوردون بلفور على موقع اللجنة الأولمبية الدولية (الإنجليزية)
- غوردون بلفور على موقع أوليمبيديا (الإنجليزية)